# Leptotyphlops bressoni
Leptotyphlops bressoni este o specie de șerpi din genul Leptotyphlops, familia Leptotyphlopidae, descrisă de Taylor 1939. Conform Catalogue of Life specia Leptotyphlops bressoni nu are subspecii cunoscute.